# فلسفة اللغة العادية

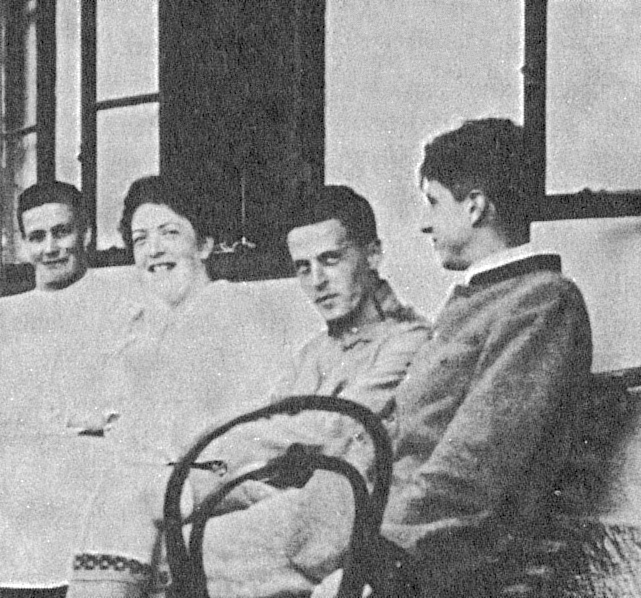

تعد فلسفة اللغة العادية منهجية فلسفية ترى أن المشكلات الفلسفية التقليدية متجذرة في سوء الفهم الذي يتطوره الفلاسفة من خلال تشويه أو نسيان ما تقصده الكلمات في الاستخدام اليومي.  «مثل هذه الاستخدامات» الفلسفية «للغة، من هذا المنظور، تخلق المشاكل الفلسفية نفسها التي يتم توظيفها لحلها.»  فلسفة اللغة العادية هي فرع من الفلسفة اللغوية المرتبطة ارتباطًا وثيقًا بالوضعية المنطقية.
هذا النهج عادة ما يحتوي على تجنب الفلسفية «نظريات» لمصلحة اهتمام موثوق للتفاصيل للاستخدام اليومي للغة العادية. هو أحيانا يترافق مع العمل في وقت لاحق من لودفيغ فيتجنشتاين وعدد من منتصف القرن 20 الفلاسفة التي يمكن تقسيمها إلى مجموعتين رئيسيتين، التي لا يمكن وصفها بأنها منظمة «المدرسة». في مراحله السابقة، المعاصرون من فيتجنشتاين في جامعة كامبريدج مثل نورمان مالكوم، أليس أمبروز، فريدريش اوتس، ويسمان، كولك بوسما وموريس لازيرويتز دأت في تطوير الأفكار كساعة عادية لغة الفلسفة. هذه الأفكار وفصلت من عام 1945 فصاعدا من خلال عمل بعض جامعة أكسفورد الفلاسفة أدى في البداية من قبل جيلبرت رايل، ثم تليها ج.ل .أوستن هذه مجموعة أوكسفورد شملت أيضا ه.ل.أ . هارت، جيفري وارنوك، ج.و أورمسن.و.ف وستراوسون.الارتباط الوثيق بين اللغة العادية فلسفة هذه في وقت لاحق من المفكرين وقد أدى ذلك في بعض الأحيان يشار إليها بوصفها «أكسفورد الفلسفة». أحدث الفلاسفة مع بعض على الأقل التزام منهج اللغة العادية الفلسفة تشمل ستانلي لدينا مذكرة، جون سيرل وأوزوالد هانفلينج.

## وسط الأفكار
في وقت آخر فيتجنشتاين أن معاني الكلمات الموجودة في اللغة العادية التي تستخدم وهذا هو دافع الفلاسفة لرحلة عبر الكلمات التي اتخذت في التجريد. من هذا أتت فكرة أن الفلسفة قد وقعت في ورطة من خلال محاولة استخدام الكلمات خارج مألوف استخدامها في اللغة العادية. على سبيل المثال، «فهم» ما تعنيه عندما تقول «أنا أفهم». «المعرفة» هو ما تعنيه عندما تقول «أنا أعرف ذلك». المهم هو أنك تعرف بالفعل ما «فهم» أو «المعرفة»، على الأقل ضمنيا. الفلسفة غير حكيمة لبناء مفردات جديدة هذه الشروط، لأن هذا هو بالضرورة إعادة تعريف والحجة قد كشف في المرجعي الذاتي هراء. يجب على الفلاسفة استكشاف التعاريف التي تحتوي عليها هذه المصطلحات بالفعل، دون فرض إعادة تعريف ملائمة عليها.
يبدأ الجدل حقاً عندما يطبق فلاسفة اللغة العاديون نفس اتجاه التسوية على أسئلة مثل ما هي الحقيقة؟  أو ما هو الوعي؟ سيصر الفلاسفة في هذه المدرسة على أننا لا نستطيع أن نفترض (على سبيل المثال) أن «الحقيقة» هي «شيء» (بالمعنى نفسه الذي تمثله الطاولات والكراسي «أشياء»)، والتي تمثلها كلمة «الحقيقة». بدلا من ذلك، أنه لا يوجد كيان واحد تتطابق معه كلمة «الحقيقة»، وهو شيء يحاول فيتجنشتاين عبوره عبر مفهومه عن «التشابه العائلي» (cf. الفلسفية التحقيقات). ولذلك فلاسفة اللغة العادية تميل إلى أن تكون مكافحة جوهرية.
غالبًا ما تكون معاداة الأصولية والفلسفة اللغوية المرتبطة بها مهمة للحسابات المعاصرة للنسوية والماركسية والفلسفات الاجتماعية الأخرى التي تنتقد ظلم الوضع الراهن. يقال أن " الحقيقة '' الأصولية على أنها " شيء '' ترتبط ارتباطًا وثيقًا بمشاريع الهيمنة، حيث يُفهم أن إنكار الحقائق البديلة هو إنكار لأشكال الحياة البديلة. تتضمن الحجج المماثلة أحيانًا فلسفة اللغة العادية مع الحركات الأخرى المعادية للأصولية مثل ما بعد البنيوية. ومع ذلك، بالمعنى الدقيق للكلمة، وهذا ليس موقفا المستمدة من فيتجنشتاين، كما أنه لا يزال ينطوي على 'سوء' (استخدام التجاوز النحوي) من مصطلح «الحقيقة» في إشارة إلى «البديل الحقائق».

## التاريخ
كانت للفلسفة التحليلية المبكرة رؤية أقل إيجابية للغة العادية.برتراند راسل تميل إلى استبعاد اللغة باعتبارها قليلا الفلسفية أهمية، اللغة العادية وفقط يتم الخلط أيضا للمساعدة في حل الميتافيزيقية والمعرفية المشاكل. كان برتراند راسل يميل إلى رفض اللغة باعتبارها ذات أهمية فلسفية صغيرة، واللغة العادية على أنها مجرد حيرة للغاية للمساعدة في حل المشاكل الميتافيزيقية والمعرفية. فيتجنشتاين في كتاب رسالة منطقية فلسفية كثر أو أقل اتفق مع راسل أن اللغة يجب أن تكون صياغتها بحيث تكون واضحة بحيث تمثل بدقة العالم، حتى نتمكن من التعامل بشكل أفضل مع الأسئلة في الفلسفة.
على النقيض من ذلك، يصف فيتجنشتاين مهمته فيما بعد بأنها «تعيد الكلمات من الميتافيزيقيا إلى استخدامها اليومي». تمحور التغيير البحري الناجم عن عمله غير المنشور في الثلاثينيات إلى حد كبير حول فكرة أنه لا يوجد خطأ في اللغة العادية كما هي، وأن العديد من المشكلات الفلسفية التقليدية كانت مجرد أوهام ناتجة عن سوء فهم حول اللغة والموضوعات ذات الصلة. أدت الفكرة الأولى إلى رفض مقاربات الفلسفة التحليلية السابقة - يمكن القول، من أي فلسفة سابقة - وأدت الأخيرة إلى استبدالها بالاهتمام الدقيق للغة في استخدامها العادي، من أجل «حل» ظهور المشاكل الفلسفية،  بدلاً من محاولة حلها. في نشأتها، فلسفة اللغة العادية (تسمى أيضا فلسفة لغوية) قد اتخذت إما التمديد أو كبديل الفلسفة التحليلية. الآن أن مصطلح «الفلسفة التحليلية» لديه أكثر توحيدا معنى فلسفة اللغة العادية تعتبر مرحلة من مراحل التحليل التقاليد التي تلت المنطقية الوضعية والتي سبقت حتى الآن-إلى-- - - سميت المرحلة التحليلية الفلسفة لا تزال في اليوم. وفقا بريستون، الفلسفة التحليليه هو الآن في الخامسة، انتقائي أو التعددية المرحلة يسميه 'الوظائف اللغوية تحليلية في فلسفة' التي تميل إلى التأكيد على الدقة والإتقان عن ضيق الموضوع، غير دقيقة أو فارس مناقشة المواضيع العامة'.
ازدهر تحليل اللغة العادية إلى حد كبير وتطور في أكسفورد في أربعينيات القرن العشرين، تحت أوستن وجيلبرت رايل، وكان منتشرًا جدًا لفترة من الوقت قبل أن تنخفض شعبيته بسرعة في أواخر الستينيات وأوائل السبعينيات.  ليس من غير المألوف الآن أن نسمع أن فلسفة اللغة العادية لم تعد قوة نشطة. ربما يكون فيتجنشتاين هو الوحيد من بين الشخصيات الرئيسية في الفلسفة اللغوية التي تحتفظ بأي شيء مثل السمعة التي كان يتمتع بها في ذلك الوقت.  من ناحية أخرى، يظل الاهتمام باللغة هو أحد أهم التقنيات في الفكر التحليلي المعاصر، ولا يزال يمكن الشعور بالعديد من تأثيرات فلسفة اللغة العادية عبر العديد من التخصصات الأكاديمية.

## انتقادات
كان أحد أكثر النقاد المتحمسين لفلسفة اللغة العادية طالبًا في أكسفورد، إرنست غيلنر قال: 
 
Gellner ، على نحو فعال، انتقد فلسفة اللغة العادية في كتابه الكلمات والأشياء التي نشرت في عام 1959.

## مزيد من القراءة